# José Egídio Gordilho de Barbuda
José Egídio Gordilho de Barbuda, primeiro visconde com grandeza de Camamu, (Chamusca, Portugal, 1 de agosto de 1787 — Bahia, 28 de fevereiro de 1830) foi um político e militar brasileiro.
Filho de José Júlio Henrique Gordilho Cabral e Maria Barbosa Cabral Veloso de Barbuda, foi casado com Caetana Augusta de Vasconcelos Gordilho de Barbuda. Pai do 2.º visconde com grandeza de Camamu, José Egídio Gordilho de Barbuda Filho.
General, comandante do exército pacificador na Bahia em 1822.
Foi presidente das províncias do Rio Grande do Sul, de 14 de janeiro a 4 de novembro de 1826, e da Bahia, de 11 de outubro de 1827 a 28 de fevereiro de 1830, quando foi assassinado.
Entrou para o corpo de Artilharia em Portugal com 12 anos de idade. Veio para o Brasil como tenente da Legião de Caçadores da Bahia.